# Pietro Criaco
Pietro Criaco (Africo, 9 dicembre 1972) è un mafioso italiano, affiliato alla 'ndrina dei Cordì della 'ndrangheta e fratello dello scrittore Gioacchino Criaco.
Dal 1997 è latitante per 11 anni fino al suo arresto il 28 dicembre 2008 ad Africo (RC).

## Biografia
Provò a far parte della 'ndrangheta quando suo padre Domenico Criaco fu ucciso nel 1993, ma dopo essere rifiutato da Giuseppe Morabito si rivolse a Cosimo Cordì che lo accettò.
Quando quest'ultimo fu ucciso nell'ottobre 1997 la faida con i Cataldo porta avanti un contrattacco verso Salvatore Cordì, insieme al figlio di Cosimo.
Secondo alcuni pentiti, dopo aver commesso un omicidio avrebbe avuto la caratteristica di lavarsi le mani nel loro sangue.
Dal 1997 viene inserito nell'elenco dei 30 latitanti più ricercati d'Italia.
Nel 2000 si conclude il processo Primavera, scaturita dall'omonima operazione delle forze dell'ordine dove viene condannato a 19 anni di carcere per associazione mafiosa, omicidio ed estorsione.
Il 28 dicembre 2008 viene arrestato ad Africo.